# Chang'e 2
Chang'e 2 (du chinois : 嫦娥二号, pinyin : Cháng'é èr hào, de Chang'e, déesse de la Lune dans la mythologie chinoise) est la seconde sonde spatiale du programme d'exploration lunaire de la Chine lancée le 1er octobre 2010. Il s'agit de la doublure de la sonde Chang'e 1 et de la dernière mission de la première phase du programme. Après le succès de sa prédécesseur, l'engin spatial est légèrement modifié pour accommoder de nouveaux objectifs.
La sonde emporte 7 instruments scientifiques dont une caméra stéréoscopique haute définition, un altimètre laser, des spectromètres en rayons gamma et rayons X, des détecteurs de particules et un radiomètre à micro-ondes. La sonde a plusieurs objectifs : enrichir les données déjà rapportée par Chang'e 1, préparer les futurs atterrissages, et s'aventurer plus loin dans le système solaire afin de tester les manœuvres et communications longues distances.
La sonde se place en orbite lunaire le 5 octobre 2010, puis la quitte le 10 juin 2011 pour s'insérer dans une orbite de halo autour du point L2 du système Terre-Soleil le 25 août 2011, devenant la première sonde de l'histoire à effectuer cette manœuvre. L'engin spatial quitte ensuite cette orbite le 15 avril 2012 et survole l'astéroïde (4179) Toutatis le 13 décembre 2012. La sonde est mise en sommeil le 23 février 2014.

## Caractéristiques
La sonde d'une masse de 2 480 kg est à l'origine une doublure de la sonde Chang'e 1 lancée avec succès le 24 octobre 2007. Par rapport à Chang'e 1, Chang'e 2 disposait d'un capteur photographique de meilleure qualité, d'une résolution de 10 mètres pour les images prises à 100 km au-dessus de la Lune, et 1,5 mètre pour celles photographiées à 15 km. Elle emportait également un altimètre laser avec une fréquence d'impulsions de 5 Hz et une précision radiale de 5 mètres. Elle est arrivée en orbite lunaire en 112 h (4,66 jours) au lieu de 13 jours pour son prédécesseur et après avoir été stabilisée à une altitude de 100 km, elle devrait en fin de mission voir son orbite abaissée à 15 km pour permettre de tester un nouveau système de suivi terrestre à bande X. Ses panneaux solaires lui fournissaient 2 kW d'énergie.

## Historique de la mission

### Lancement

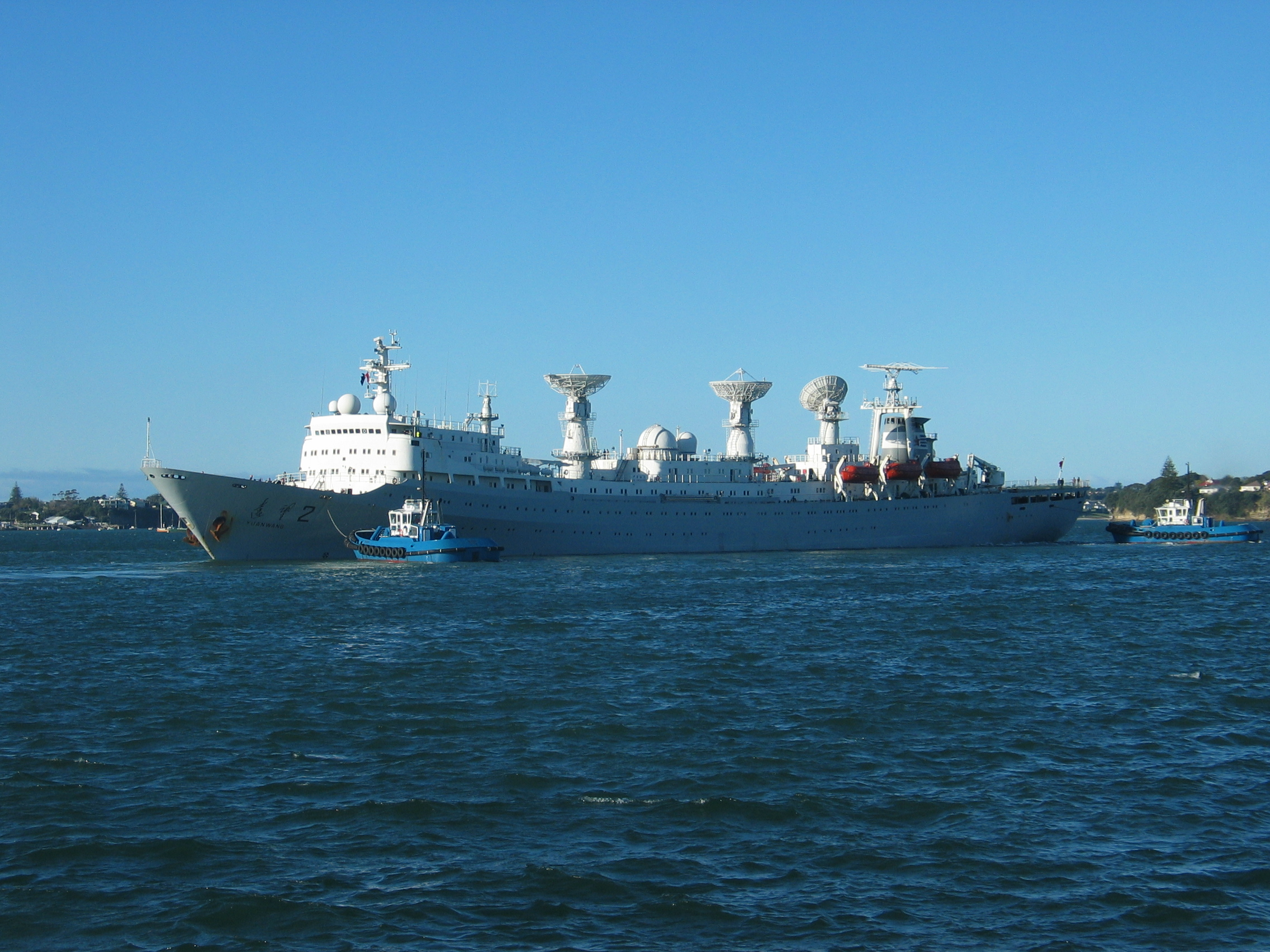
Un des six bâtiments d'essais et de mesures YuanWang de la marine chinoise en service en 2010.

La date de lancement choisie est hautement symbolique puisqu'il s'agit du jour du 61e anniversaire de la création de la République populaire de Chine. Trois navires de surveillance sont déployés pour suivre sa trajectoire et surveiller les systèmes embarqués dans l'océan Pacifique. Peu de temps après le lancement de la sonde, des morceaux de la fusée qui l'emmenait sont tombés dans un village du Xian de Suichuan. La sonde est injectée directement sur l'orbite de transfert Terre-Lune.

### Missionlunaire

#### Objectifs
La mission de la sonde est de photographier Sinus Iridum (Baie Arc-en ciel), le site d'atterrissage sur la Lune prévu pour les sondes Chang'e 3 et Chang'e 4,. Il était prévu que la sonde collecte un téraoctet de données au cours de son séjour en orbite lunaire. Le coût de la mission a été annoncé à 900 millions de yuans (134 millions de dollars américains).
Le nom choisi pour la sonde est celui de la déesse de la Lune Chang'e ; le concepteur en chef de ces sondes est Huang Jiangchuan.

#### Déroulement
Contrairement à Chang'e 1, sa jumelle s'insère sur orbite lunaire, sans préalablement orbiter la Terre. Elle atteint son objectif en 4 jours et 16 heures. Les responsables de la mission annoncent qu'elle dispose d'une réserve d'ergols suffisante pour lui permettre de rester longtemps en orbite. Elle s'est inséré sur une orbite très elliptique, avec un périgée de 200 km et un apogée de 380 000 km. Le 9 octobre 2010, à 10h45, un deuxième freinage est effectué, pour atteindre, 17 minutes plus tard, une orbite elliptique de 3,5 heures  et abaisser son périgée à 100 km. Selon les prévisions, un troisième freinage lui permet d'entrer sur une orbite de 118 minutes. 
La sonde commence ses observations à compter du 15 octobre. Le 26, elle est placée sur une orbite qui la fait passer à seulement 15 km au-dessus de la surface. Elle réalise plusieurs clichés de Sinus Iridum (ou Baie des Arcs-en-ciel). Le 8 novembre, le premier ministre Wen Jiabao présente au public des images en noir et blanc. 
Le 1er avril 2011, la Chine annonce que la sonde a mené à bien sa mission et publie des images de la surface lunaire avec une résolution de 1,3 mètre.
En février 2012 est publiée une carte complète de la Lune, élaborée avec les données de la mission.

### Mise en orbite autour dupoint de LagrangeL2
Lors du lancement de la sonde, trois scénarios de fin de mission étaient encore à l'étude. Le premier scénario consisterait à maintenir le satellite en orbite lunaire jusqu'à ce qu'il s'écrase sur la Lune, afin qu'il continue à envoyer des données à la Terre pour des recherches approfondies. Dans le deuxième, Chang'e 2 quitterait le système Terre-Lune pour pénétrer dans l'espace interplanétaire, afin de tester la capacité de la Chine à explorer celui-ci et le troisième scénario serait un retour en orbite terrestre. C'est le deuxième scénario qui a été choisi.
Le 1er avril 2011, la COSTIND (Commission des sciences, technologies et industries pour la défense nationale) annonce son intention d'envoyer la sonde spatiale dans l'espace interplanétaire au niveau du point de Lagrange L2 situé à 1,5 million de kilomètres. En juin 2011, la sonde finit sa mission primaire et quitte l'orbite lunaire. Après un transit de 77 jours, la sonde atteint le point L2 le 25 août 2011. Cette partie de la mission a permis de tester le fonctionnement des deux antennes du réseau chinois d'observation de l'espace lointain. La mission doit se poursuivre en 2012 par l'étude du champ magnétique terrestre et des tempêtes solaires. Selon Ouyang Ziyuan à la 16e conférence de l'Académie chinoise des sciences, Chang'e 2 est partie du point de Lagrange L2 le 15 avril 2012 pour survoler l’astéroïde (4179) Toutatis.

### Survol de(4179) Toutatis
La sonde est ensuite placée sur une trajectoire de survol de l'astéroïde (4179) Toutatis. La rencontre a lieu le 13 décembre à 8 heures 30 UTC à une vitesse relative de 10,73 km/s. Chang'e 2 passe à une distance de 3,2 km de l'astéroïde et parvient à prendre une dizaine d'images de l'astéroïde avec une résolution maximale de 10 mètres par pixel,. La Chine est alors devenue la quatrième agence spatiale à conduire avec succès une mission vers un astéroïde, après la NASA, l'ESA et la JAXA.

### Depuis 2012
Depuis 2012, Chang'e 2 a quitté l'espace Terre-Lune. En 2016, Chang'e 2 a atteint une distance de 200 millions de km de la Terre. La sonde est utilisée pour vérifier les capacités de suivi du réseau chinois pour l'espace lointain. Elle pourrait revenir dans l'environnement terrestre vers 2029.